# Trường Trung học phổ thông chuyên Lê Quý Đôn, Đông Hải
Trường Trung học phổ thông chuyên Lê Quý Đôn, Đông Hải (trước đây là Trường Trung học phổ thông chuyên Lê Quý Đôn, Ninh Thuận) là trường trung học phổ thông công lập nằm ở phường Đông Hải, tỉnh Khánh Hòa.

## Lịch sử

### Trước năm 2008
Trước khi có quyết định thành lập chính thức, trường đã tuyển 210 học sinh khóa 2006 và thực hiện công tác học tập - giảng dạy tại trường Trung học phổ thông Chu Văn An.

### Năm học 2008 - nay
Trường được thành lập theo quyết định số 4666/QĐ-UBND ngày 04/08/2008 của Chủ tịch Ủy ban nhân dân tỉnh Ninh Thuận. Buổi lễ khai giảng đầu tiên được diễn ra vào ngày 03/09/2008 và là ngày kỉ niệm thành lập trường.
Năm học 2010 - 2011, trường có 29 lớp, trong đó có 23 lớp chuyên và 06 lớp không chuyên, là năm học đầu tiên có đủ cả ba khối lớp. Tổng số học sinh toàn trường: 936. Cán bộ, giáo viên, công nhân viên: 66 người, trong đó có 34 thạc sĩ.

## Các khối chuyên
Mặc dù hàng năm, trường thông báo tuyển sinh 9 khối chuyên, tuy nhiên do số lượng đăng ký quá ít nên trường vẫn còn thiếu một số khối chuyên, nhất là hai khối Sử, Địa.
- Khóa 2006 có 5 khối chuyên với 5 lớp: Toán, Lý, Hóa, Văn và Anh.
- Khóa 2008 có 6 khối chuyên với 7 lớp: Toán 1, Toán 2, Lý, Hóa, Tin, Văn và Anh.
- Khóa 2009 có 7 khối chuyên với 8 lớp: Toán 1, Toán 2, Lý, Hóa, Sinh - Tin, Văn, Anh 1 và Anh 2.
- Khóa 2010 có 7 khối chuyên với 7 lớp: Toán, Lý, Hóa, Sinh, Tin, Văn và Anh.
- Khóa 2011 có 6 khối chuyên với 7 lớp: Toán 1, Toán 2, Lý, Hóa, Sinh, Văn và Anh.
- Khóa 2012, 2013 và 2014 có 5 khối chuyên với 5 lớp: Toán, Lý, Hóa, Văn và Anh.
- Khóa 2015 có 7 khối chuyên với 7 lớp: Toán, Lý, Hóa, Anh, Sinh, Tin và Văn.
- Khoá 2016 có 7 khối chuyên với 5 lớp: Toán, Lý - Sinh, Anh - Tin, Hóa, Văn

Ngoài ra, ở mỗi khóa, trường còn có thêm 2 lớp không chuyên A1 và A2, dành cho các học sinh có điểm tuyển sinh đầu vào đạt chuẩn vào trường nhưng không đạt chuẩn vào lớp chuyên và các học sinh lớp chuyên nhưng có điểm trung bình cuối năm không đạt loại Khá - Giỏi.

## Tổ chức
Hiện tại, trường có 08 tổ bộ môn: Toán - Tin, Vật lý – Công nghệ, Hóa - Sinh - Công nghệ, Ngữ Văn, Tiếng Anh, Sử - Địa - Giáo dục công dân, Thể dục - Giáo dục quốc phòng - an ninh và Văn phòng.

## Thành tích
Năm 2011, Trường nằm trong danh sách 200 trường phổ thông trung học có điểm thi đại học cao nhất nước theo công bố của Cục Công nghệ Thông tin, Bộ Giáo dục và Đào tạo. Trường xếp hạng 73 trong top 100 trường Trung học phổ thông thuộc bảng xếp hạng của Cục Công nghệ Thông tin, Bộ Giáo dục Đào tạo công bố. Tại hội thi Olympic lần thứ 17 tại Cần Thơ, trường đạt thứ hạng 34 trên tổng số 94 đoàn tham dự với 8 huy chương bạc và 12 huy chương đồng.